# Zwanowice (Brzeg)
Pour l’article homonyme, voir Zwanowice (Nysa).
Zwanowice est une localité polonaise du gmina de Skarbimierz, située dans le powiat de Brzeg (voïvodie d'Opole).

## Histoire
De 1742 à 1945, Schwanowitz fait partie de l'arrondissement de Brieg (de) dans le district de Breslau au sein de la province de Silésie.